# Красноярка (Казахстан)
Красноя́рка (каз. Краснояр) — село у складі Кизилжарського району Північноказахстанської області Казахстану. Входить до складу Вагулінського сільського округу, раніше було центром ліквідованої Красноярської сільської ради.
Населення — 324 особи (2021; 505 у 2009, 688 у 1999, 801 у 1989).
Національний склад станом на 1989 рік:
- росіяни — 100 %.